# Léon Pommeray
Léon Pommeray, né le 21 octobre 1858 à Talmont (Vendée) et mort le 21 mars 1931 à Talmont, est un homme politique français.

## Biographie
Docteur en droit, il est d'abord avocat puis entame une carrière préfectorale. Sous-préfet d'Avallon de 1885 à 1888, il est sous-préfet de Jonzac en 1888 puis de Cognac en 1896. Il est député de Charente-Maritime de 1897 à 1902, inscrit au groupe des Républicains progressistes. Battu en 1902, il devient préfet de la Lozère, préfet du Gers en 1904, préfet de la Vienne en 1907 et préfet de la Haute-Savoie en 1909.

## Sources
- « Léon Pommeray », dans le Dictionnaire des parlementaires français (1889-1940), sous la direction de Jean Jolly, PUF, 1960 [détail de l’édition]